# Змије у авиону
Змије у авиону (енгл. Snakes on a Plane) амерички је акциони филм из 2006. године у режији Дејвида Р. Елиса. Главну улогу тумачи Самјуел Л. Џексон, а прати догађаје пуштања десетина змија отровница у путнички авион у покушају убиства сведока на суђењу.
Добио је значајну пажњу пре почетка приказивања, стекавши велике базе обожавалаца и поставши интернет феномен, посебно због наслова, глумачке поставе и радње. Због великог броја обожавалаца, New Line Cinema је покренуо повратне информације онлајн корисника у своју продукцију и додао пет дана поновног снимања. Пре и после почетка приказивања, често је спомињан у телевизијским серијама и филмовима, видео-снимцима обожавалаца, видео-играма и разним облицима књижевности.

## Радња
За време тренинга вожње мото-кроса на Хавајима, Шон Џоунс је сведок убиства важног америчког тужиоца, а убица је мафијаш Еди Ким. Шон добија ФБИ заштиту на лету за Лос Анђелес, где мора сведочити против Едија, а прати га агент Невил Флин. Међутим, криминалци не одустају тако лако па постављају кутију препуну змија у авион.

## Улоге
| Глумац            | Улога            |
| ----------------- | ---------------- |
| Самјуел Л. Џексон | Невил Флин       |
| Џулијана Маргулис | Клер Милер       |
| Нејтан Филипс     | Шон Џоунс        |
| Рејчел Бланчард   | Мерседес Харбонт |
| Флекс Александер  | Клеренс Дјуи     |
| Кенан Томпсон     | Трој             |
| Кит Далас         | Лирој            |
| Сани Мабри        | Тифани           |
| Брус Џејмс        | Кен              |
| Лин Шеј           | Грејс            |
| Тери Чен          | Чен Лионг        |
| Елза Патаки       | Марија           |
| Марк Хотон        | Џон Сандерс      |
| Дејвид Кекнер     | Ричард           |
| Боби Канавале     | Хенри Харис      |
| Тод Луизо         | др Стивен Прајс  |
| Том Батлер        | Самјуел Макион   |
| Кевин Макналти    | Емет Бредли      |
| Саманта Маклауд   | Кели             |
| Тејлор Кич        | Кајл             |
| Бајрон Лосон      | Еди Ким          |